# Crotalaria youngii
Crotalaria youngii är en ärtväxtart som beskrevs av Baker f.. Crotalaria youngii ingår i släktet sunnhampor, och familjen ärtväxter. Inga underarter finns listade i Catalogue of Life.